# 湖月会
湖月会（こげつかい）は、日露戦争の開戦を推進・画策した外務省、陸軍、海軍の少壮有志によるグループ。名称は1903年（明治36年）5月29日に新橋の湖月楼の土蔵で初会合を開いたことに因み、活動中の名称ではなかったが、その後の呼称となった。メンバーには諸説があり途中参加もあった。1904年（明治38年）2月の日露開戦により、目的を達して自然消滅した。

## メンバー
括弧内は当時の役職・階級。＊印は異同のある人物。

### 外務省
- 石井菊次郎（電信課長）　＊
- 落合謙太郎（書記官）
- 坂田重次郎（書記官）
- 本多熊太郎（秘書官）
- 松井慶四郎（書記官）　＊
- 山座円次郎（政務局長）

### 陸軍
- 井口省吾少将（参謀本部総務部長）
- 木下宇三郎少佐（参謀本部一部）
- 田中義一少佐（参謀本部一部）
- 西川虎次郎少佐（参謀本部三部）　＊
- 福島安正少将（参謀本部二部長）
- 福田雅太郎少佐（参謀本部総務部）
- 堀内文次郎少佐（参謀本部副官）
- 松川敏胤大佐（参謀本部一部長）　＊

### 海軍
- 秋山真之中佐（海軍大学教官）
- 上泉徳弥中佐（軍令部副官）
- 財部彪少佐（軍令部二局員）　＊
- 富岡定恭少将（軍令部一局長）
- 松井健吉大尉
- 八代六郎大佐（海軍大学生）
- 山下源太郎中佐（軍令部）